# Faye Wong
Faye Wong (* 8. srpna 1969, Peking) je čínská a hongkongská zpěvačka a herečka. Podle Guinnessovy knihy rekordů je komerčně nejúspěšnější představitelkou cantopopu. Roku 1987 odešla z ČLR do Hongkongu, kde se v 90. letech stala známou zpěvačkou, přičemž v počátcích kariéry užívala uměleckého jména Shirley Wong. Zpívala v kantonštině, později i ve standardní čínštině (mandarínštině). Hrála například v hongkongských filmech Chungking express, Čínská odysea nebo 2046.